# Ian O’Brien
Lovett Ian O’Brien (ur. 3 marca 1947 w Wellington) – australijski pływak, dwukrotny medalista olimpijski z Tokio.
Specjalizował się w stylu klasycznym. Zawody w 1964 były jego pierwszymi igrzyskami olimpijskimi, startował również cztery lata później. W Tokio zwyciężył na dystansie 200 m stylem klasycznym, bijąc przy tym rekord świata, był trzeci w sztafecie zmiennej 4 × 100 m. W 1962 i 1966 sięgnął łącznie po pięć złotych medali na igrzyskach Wspólnoty Narodów (cztery w konkurencjach indywidualnych, jeden w sztafecie). Pobił cztery rekordy świata, dziewięć razy zdobywał tytuł mistrza Australii na dystansach w stylu klasycznym. W 1985 został przyjęty do International Swimming Hall of Fame.